# Phường 5, Mỹ Tho
Phường 5 là một phường cũ thuộc thành phố Mỹ Tho, tỉnh Tiền Giang cũ, Việt Nam.
Phường 5 có diện tích 2,72 km², dân số là 5.641 người, mật độ dân số đạt 7.260 người/km².

## Địa lý
Phường 5 nằm ở trung tâm thành phố Mỹ Tho, có vị trí địa lý:
- Phía đông giáp Phường 4
- Phía tây giáp Phường 10 và xã Trung An
- Phía nam giáp Phường 6
- Phía bắc giáp xã Đạo Thạnh qua sông Bảo Định.

## Lịch sử
Phường 5 được thành lập vào tháng 7 năm 1977.
Ngày 9 tháng 12 năm 2010, Phường 5 được Ủy ban nhân dân tỉnh Tiền Giang công nhận danh hiệu Phường văn hóa. Ngày 13 tháng 1 năm 2014, Phường 5 được Ủy ban nhân dân thành phố Mỹ Tho công nhận danh hiệu Phường đạt chuẩn văn minh đô thị.

## Hành chính
Phường 5 được chia thành 10 khu phố: 1, 2, 3, 4, 5, 6, 7, 8, 9, 10.

## Xã hội

### Cơ quan nhà nước
- Cục thuế tỉnh Tiền Giang

### Giáo dục
- Trường Đại học Tiền Giang
- Trường Tiểu học Thiên Hộ Dương
- Trường THPT Tư thục Ấp Bắc
- Trường khuyết tật Nhân Ái
- Trung tâm hỗ trợ phát triển giáo dục hòa nhập tỉnh Tiền Giang

### Chợ, trung tâm thương mại
- Trung tâm Thương mại GO!

## Văn hóa

### Di tích
- Trà Dương Hội Quán (Chùa Ông Sùng Chính)

### Tôn giáo, tín ngưỡng
- Chùa Phổ Đức
- Chùa Từ Quang
- Chùa Bửu Thạnh
- Chùa Linh Phước
- Chùa Phổ Hòa
- Pháp Bảo tự Theravāda
- Nhà thờ Tin Lành Ấp Bắc

### Công viên
- Công viên Đạo Ngạn

## Giao thông
Phường 5 có hai con đường chính của thành phố Mỹ Tho là Ấp Bắc và Lý Thường Kiệt. Hai con đường này đều dẫn thẳng từ điểm giao của Quốc lộ 1 và Quốc lộ 60 để kết nối đến trung tâm thành phố. Lưu lượng giao thông trên hai đường luôn cao, đặc biệt và vào khung giờ cao điểm buổi sáng và buổi chiều. Đường Hoàng Việt kết nối đường Ấp Bắc và đường Lý Thường Kiệt và thường được người dân gọi là "đường khu phố 9".
Ba nhà xe tư nhân ở Mỹ Tho đều đặt văn phòng và trạm xe đón trả khách ở Phường 5 vì có tuyến đường thuận tiện kết nối với phía Tây và phía Đông của thành phố Mỹ Tho, chặng đường đến Thành phố Hồ Chí Minh và những huyện phía Đông của tỉnh Tiền Giang.
Phía Đông Bắc có sông Bảo Định uốn cong tạo nên một khu đất dạng bán đảo và đường Lê Việt Thắng chạy ôm theo. Tuy vậy, khu vực này không phát triển giao thương đường thủy và cũng ít có hàng quán ăn uống hay các doanh nghiệp.

### Đường
Các tuyến đường chính của Phường 5:
- Ấp Bắc
- Lý Thường Kiệt
- Đoàn Thị Nghiệp
- Hồ Văn Nhánh
- Lê Văn Phẩm
- Lê Việt Thắng
- Hoàng Việt
- Phạm Thanh
- Trần Hưng Đạo

### Cầu
- Cầu Thạnh Trị